# İstiklal Caddesi
İstiklal Caddesi (pol. Aleja Niepodległości) – ulica w europejskiej dzielnicy Stambułu, między placem Taksim a dzielnicą Beyoğlu, zamknięta dla ruchu kołowego.

## Opis
Przy ulicy są położone budynki dawnych ambasad, chrześcijańskie kościoły różnych wyznań oraz kawiarnie i sklepy, które dominowały na niej także w XIX wieku. W połowie XX wieku była to główna stambulska dzielnica handlowa. W 1955 na ulicy doszło do zajść podczas antygreckich zamieszek, a większość znajdujących się przy alei sklepów splądrowano.
Przy İstiklal Caddesi znajdują się również teatry i galerie sztuki. Od początku lat 90. ulica jest zamknięta dla ruchu kołowego, jedynie przez jej centralną część przebiega linia tramwajowa obsługiwana przez zabytkowe pojazdy.
19 marca 2016 na ulicy miał miejsce samobójczy zamach terrorystyczny, przeprowadzony przez członka Państwa Islamskiego.